# PAN Amsterdam
PAN Amsterdam is een beurs voor kunst, antiek en design die jaarlijks in november wordt gehouden in de RAI in Amsterdam. In 1987 werd de PAN door zes Nederlandse antiquairs en kunsthandelaren opgericht. Op de PAN zijn jaarlijks duizenden kunstvoorwerpen te vinden, waaronder werken uit de klassieke oudheid, antiek, schilderkunst van oude meesters, jugendstil, designmeubelen, klokken, zilver, glas, moderne- en hedendaagse kunst, sieraden en fotografie. Daarnaast biedt het PAN Podium bezoekers dagelijks een afwisselend programma van lezingen en interactieve presentaties, over uiteenlopende thema’s zoals portretkunst, natuur, digitale kunst, mode en juwelen. De kwaliteit van het aanbod wordt vooraf gekeurd door een team van ongeveer tachtig experts. 

## Geschiedenis
In 1987 namen zes vooraanstaande Nederlandse antiquairs en kunsthandelaren het initiatief voor de oprichting van PAN Amsterdam. PAN, Pictura Antiquairs Nationale, vormde de nationale tegenhanger van Antiquairs International & Pictura Fine Art Fair, het latere TEFAF Maastricht. De oprichters, de heer en mevrouw J. Dirven, de heren E. Douwes sr., R. Noortman, J. Stodel, J. Vecht en C. van der Ven, hadden een dynamisch evenement voor ogen in een modern en efficiënt beursgebouw. John Fentener van Vlissingen leidde als voorzitter de oprichtingsvergaderingen en stelde zich garant voor 1/3 van het startkapitaal. Ook stond hij bij de 1e editie garant voor de huur van de RAI Hollandhal en zo startte de langdurige samenwerking tussen PAN Amsterdam en de RAI. Voormalig KLM president, drs. Sergio Orlandini, werd voorzitter van de Raad van Commissarissen. Aanvankelijk was hetzelfde team verantwoordelijk voor de organisatie van Antiquairs International & Pictura Fine Art Fair en PAN. Er deden 83 Nederlandse handelaren mee en 7 musea. Ook hedendaagse kunst werd vertegenwoordigd. De eerste editie trok 10.984 bezoekers.  
In 1993 fuseerde de Oude Kunst- en Antiekbeurs Delft met PAN Amsterdam waardoor de grootste nationale kunst- en antiekbeurs ontstond. Vanaf dat jaar werd de beurs gehouden in de Parkhal van de RAI. In 2001 deden voor het eerst specialisten op het gebied van fotografie mee aan de beurs. In 2008 werd een designpaviljoen toegevoegd. Afgelopen jaren deden er jaarlijks ongeveer 125 antiquairs, kunsthandelaren en galeriehouders mee uit allerlei disciplines. De bezoekersaantallen stegen van bijna 11.000 in 1987 naar ruim 46.000 in 2012. In 2016 werd het PAN Podium gelanceerd, waar verschillende culturele partijen in samenwerking met de beurs een interactief programma verzorgden. 
In 2020 werd na overleg in een vroeg stadium besloten de 34e editie van de beurs naar 2021 te verplaatsen wegens de gevolgen van de coronapandemie. In 2021 vond de eerste beurs plaats onder de nieuwe directeur Mark Grol. 29.000 bezoekers bezochten de beurs. In 2021 werd tevens het concept Walls & Cabinets geïntroduceerd, een speciaal afgebakende ruimte voor nieuwe en vaak startende deelnemers. 

## Aanbod en keuring
PAN Amsterdam toont een groot kunstaanbod van deelnemers uit verschillende landen. Samen staan ze garant voor een veelzijdig en internationaal aanbod dat meer dan 5.000 jaar kunstgeschiedenis omvat. Elk getoonde object wordt vooraf aan de beurs door 80 onafhankelijke experts gekeurd op kwaliteit, echtheid en conditie. De prijzen van de objecten variëren van € 500 tot € 500.000.  